# آتش‌سوزی‌های جنگلی هاوایی ۲۰۲۳
آتش‌سوزی‌های جنگلی هاوایی ۲۰۲۳ مجموعه‌ای از آتش‌سوزی‌های جنگلی در ایالت هاوایی ایالات متحده از اوایل اوت ۲۰۲۳، بیشتر در جزیره مائوئی رخ داد. آتش‌سوزی‌های ناشی از وزش باد، تخلیه، خسارت‌های گسترده و کشته شدن دست کم ۹۳ نفر در منطقه مسکونی لاهاینا را سبب شد و دست کم ۱۰۰۰ نفر نیز مفقود باقی مانده‌اند. گسترش آتش‌سوزی‌ها به شرایط خشک و طوفانیِ ایجاد شده در یک مرکز پرفشار در شمال هاوایی و توفان دورا در جنوب نسبت داده شده‌است.
یک اعلامیه اضطراری در ۸ اوت امضا شد که چندین اقدام از جمله فعال کردن گارد ملی هاوایی، اقدامات مناسب توسط مدیر آژانس مدیریت اضطراری هاوایی و مدیر مدیریت اضطراری، و هزینه بودجه عمومی درآمد ایالتی برای امداد رسانی به مردم را صادر کرد. شرایط ایجاد شده در اثر آتش‌سوزی تا ۹ اوت، دولت ایالتی هاوایی وضعیت اضطراری را برای کل ایالت صادر کرد. در ۱۰ اوت، جو بایدن، رئیس‌جمهور ایالات متحده، یک اعلامیه فاجعه بزرگ فدرال صادر کرد.
از ۱۲ اوت، تلفات آتش‌سوزی لاهاینا به مرگبارترین تلفات در ایالات متحده از زمان آتش‌سوزی کلوکت در سال ۱۹۱۸ تبدیل شده و از آتش‌سوزی کمپ در سال ۲۰۱۸ که در آن ۸۵ نفر کشته شدند، فراتر رفت. تنها برای آتش‌سوزی لاهاینا، مرکز بلایای اقیانوس آرام (PDC) و آژانس مدیریت اضطراری فدرال (FEMA) تخمین زدند که بیش از ۲۲۰۰ ساختمان عمدتاً مسکونی تخریب شده‌است. در بیشتر مواردآسیب‌ها شامل بسیاری از نقاط دیدنی تاریخی در لاهاینا نیز همراه بوده‌است. خسارت ناشی از این آتش‌سوزی در حدود تقریبی ۶ میلیارد دلار برآورد شده‌است.

## جدول زمانی
دفتر ملی هواشناسی ملی در هونولولو یک هشدار پرچم قرمز برای بخش‌های بادگیر همه جزایر تا صبح روز ۹ اوت منتشر کرد و تأکید کرد که «هوای خشک ترکیبی با بادهای شدیدی شرق و رطوبت پایین شرایط آب‌وهوایی بحرانی را تا سه‌شنبه شب تولید خواهند کرد.» بادهای شرقی ۳۰ تا ۴۵ مایل در ساعت (۷۲ تا ۷۲ کیلومتر بر ساعت) با تندبادهای بیش از ۶۰ مایل در ساعت (۹۷ کیلومتر بر ساعت) پیش‌بینی شده‌بود. در مائوئی کانتی، مقامات شدت توفان‌ها را تا ۸۰ مایل در ساعت (۱۳۰ کیلومتر بر ساعت) در منطقه مائوئی گزارش دادند.
در ۸ اوت سال ۲۰۲۳، بادهای شدید بسیاری از تیر برق‌ها را درهم شکست. ساعت ۴: ۵۵ بعد از ظهر (گرینویچ ۰۲: ۵۵)، «حدود ۳۰ تیرک فرو افتاده» در جزیره مائوئی گزارش شدند.

### مائوئی
در ۴ اوت سال ۲۰۲۳ در ساعت‌های ۱۱: ۰۱: ۰۱: ۰۱: ۰۱ (ساعت ۲۱: ۰۱)، اولین آتش‌سوزی‌های کوچک در جزیره مائوئی شعله‌ور شد. یک آتش‌سوزی ۳۰ هکتاری در مجاورت فرودگاه کاهیلوئی، هاوایی در یک میدان گزارش شد. در ساعت ۹: ۲۹ بعد از ظهر hst (گرینویچ ۰۷: ۲۹)، آتش‌سوزی گزارش شد که در اثر آن ۹۰ درصد از تعداد پروازه‌ای خارج از فرودگاه تا روز ۱۱ اوت به تعویق افتاد.
در ۸ اوت ۲۰۲۳، بادهای شدید بسیاری از تیر برق‌ها را درهم شکست. ساعت ۴: ۵۵ بعد از ظهر (گرینویچ ۰۲: ۵۵)، «حدود ۳۰ تیرک فرو افتاد» در جزیره مائوئی گزارش شده که منجر به «دست کم ۱۵ قطع برق مجزا» بر بیش از ۱۲٬۴۰۰ مشترک می‌شود. تا آن زمان، در برخی از قسمت‌های غربی از ۴: ۵۰ صبح به وقت هاوائی (ساعت ۱۴: ۵۰) جریان برقی برقرار نبوده‌است.

### کولا
اولین آتش‌سوزی این رویداد در ساعت ۱۲: ۲۲ صبح hst (ساعت ۱۰: ۳۰)در ۸ اوت در نزدیکی جاده اولیندا در محلی در منطقه بالای مائوئی گزارش شد. تعداد ساکنان آن حوالی ساعت ۳: ۲۰ بعد از ظهر (ساعت ۰۱: ۲۰) تخلیه شدند. تا روز ۹ اوت، آتش حدود ۱۰۰۰ جریب (۴۰۰ هکتار) را سوزاند. تقریباً ۵۴۴ ساختمان در معرض آن قرار داشت که ۹۶ درصد آن مسکونی بود و ۱۶ تن سوختند.

### لاهاینا

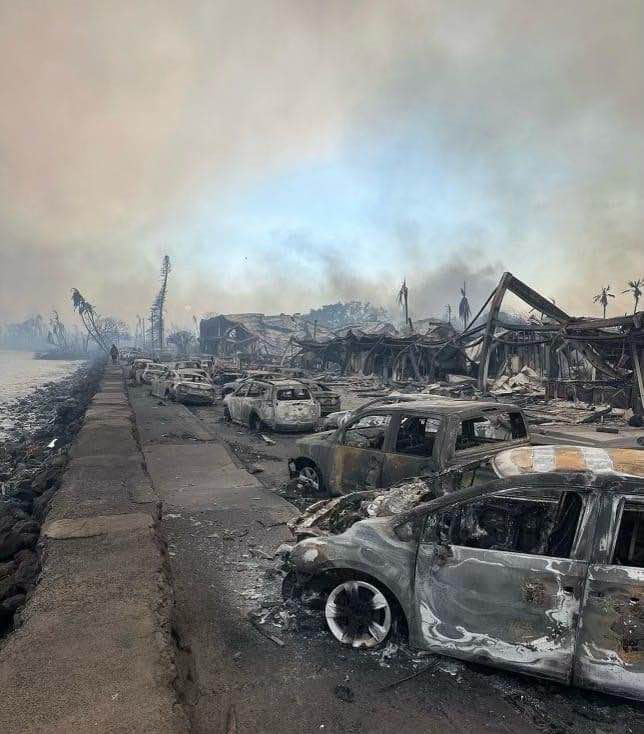
اتومبیل‌های سوخته، فرنت‌استریت، لاهاینا

مهم‌ترین آتش‌سوزی از مجموعه رویدادها به دلایل نامعلومی در نخستین ساعات صبح ۸ اوت در مجاورت شهر لاهاینا در غرب مائوئی آغاز شد. یک آتش‌سوزی سه هکتاری نیز در نزدیکی جاده لاهاینالونا برای اولین بار در ساعت ۶:۳۷ صبح HST (UTC 16:37) در همان روز گزارش شد. که با تخلیه‌های متعاقب آن در دقایقی بعد در منطقه مدرسه راهنمایی لاهاینا در سمت شمال شرقی شهر هم‌زمان بود. گزارش از شهرستان ماویی خبر داد که آتش‌سوزی تا ساعت ۹:۰۰ صبح (UTC 19:00) ۱۰۰٪ مهار شد. پس از آن در حدود ساعت ۳:۳۰ بعد از ظهر HST (UTC 01:30) اعلام شد که آتش دوباره شعله‌ور شده و گذرگاه لاهاینا/مسیر ۳۰۰۰ را ناچار به بسته شدن کرده که تخلیه در آن نزدیکی انجام می‌شود. ساکنان سمت غربی شهر دستورالعمل‌هایی دریافت کردند که در محل خود پناه بگیرند.آتش‌سوزی به سرعت در ابعاد و به شدت افزایش یافت. وزش باد شعله‌های آتش را در منطقه شمال شرقی جامعه که محله‌های متراکم در آن قرار داشت رانده شد. صدها خانه در عرض چند دقیقه سوختند و ساکنان با شناسایی خطر سعی کردند با وسایل نقلیه فرار کنند در حالی که در شعله‌های آتش محاصره شده بودند. با گذشت زمان، آتش به سمت جنوب غربی حرکت کرد و به سمت سواحل اقیانوس آرام و محله کاهوما حرکت کرد. کار آتش‌نشانان بارها و بارها در تلاش برای دفاع از سازه‌ها با ضعف فشار آب در شیرهای آتش‌نشانی متوقف شد. با نشت لوله‌های ذوب شده در خانه‌های در حال اشتعال، شبکه با وجود موجود بودن ژنراتورهای پشتیبان سالم، آب فشار خود را از دست داد.
در حوالی ساعت ۴:۴۶ بعد از ظهر HST (UTC 02:46)، بنا بر گزارش‌ها، خط آتش از آنجا گذشته‌است. در بزرگراه «Honoapiʻilani» (مسیر ۳۰ هاوایی) آتش وارد بخش اصلی لاهاینا شد، ساکنان را مجبور به تخلیه خود با اطلاع کم یا بدون اطلاع‌رسانی کرد. در ساعت ۵:۴۵ بعد از ظهر به وقت HST (UTC 03:45)، آتش به خط ساحلی رسیده بود، زمانی که گارد ساحلی ایالات متحده برای اولین بار از پریدن مردم به اقیانوس در لاهاینا برای فرار از آتش خبردار شد. بازماندگان بعداً پی بردند که در یک ترافیک به دام افتادند و متوجه شدند که باید به داخل آب بروند اتومبیل‌های اطراف آنها آتش گرفت یا منفجر شد. یکی از نشانه‌های گرمای شدید آتش این است که سیاستمدارانی که در ۱۲ اوت از صحنه بازدید کردند گفت که دیده‌است: «ماشین‌ها به معنای واقعی کلمه در گودال‌هایی ذوب شده‌اند که در جاده‌ها اجین شده‌اند».
مقامات گفتند که آژیرهای دفاع مدنی در حین آتش‌سوزی فعال نشدند علیرغم این واقعیت که این ایالت دارای بزرگ‌ترین سیستم هشدار آژیر یکپارچه جهان در فضای باز است، با بیش از ۸۰ آژیر به تنهایی در مائویی که در مواقع بلایای طبیعی استفاده می‌شود. چند تن از ساکنان بعداً به خبرنگاران گفتند که هیچ هشداری دریافت نکرده‌اند و تا زمانی که با دود یا شعله‌های آتش مواجه نشده‌اند نمی‌دانستند چه اتفاقی می‌افتد. بسیاری از روزها در لاهاینا هیچ برق یا ارتباطاتی وجود نداشت.